# Krzysztof Trybusiewicz
Krzysztof Trybusiewicz (ur. 30 stycznia 1949 w Suszu) – polski pięcioboista, olimpijczyk z Montrealu 1976.
Medalista (indywidualnie) mistrzostw Polski: srebrny w latach 1970, 1974 oraz brązowy w roku 1972.
Na igrzyskach olimpijskich w Montrealu zajął 34. miejsce indywidualnie, a polska drużyna (partnerami byli: Janusz Pyciak-Peciak, Zbigniew Pacelt) zajęła 4. miejsce.